# Mairéad Ní Mhaonaigh
Mairéad Ní Mhaonaigh (Gaoth Dobhair, 26 giugno 1962) è una violinista e cantante irlandese.
È un membro del gruppo tradizionale irlandese Altan.

## Biografia
È cresciuta a Gaoth Dobhair, nella contea di Donegal, sulla costa nord-occidentale dell'Irlanda.
Suo padre, Proinsias Ó Maonaigh, le ha insegnato a suonare il violino. Ha ricevuto lezioni dal violinista Dinny McLaughlin, che era un ospite frequente nella casa di Ní Mhaonaigh quando era giovane. Anche Ciarán Tourish, che si unirà poi al gruppo Altan, faceva spesso visita alla famiglia e anche lui ha ricevuto lezioni di violino da McLaughlin.
Ní Mhaonaigh ha due fratelli. Suo fratello Gearóid ha suonato la chitarra per la band Ragairne (una band di breve durata formata da Ní Mhaonaigh e Frankie Kennedy), è apparso sull'album Ceol Aduaidh, e ha organizzato l'evento Frankie Kennedy Winter School. La sorella minore ha contribuito come corista a parecchi album ed è stata un membro della band Macalla.
All'età di 15 anni ha incontrato Frankie Kennedy, flautista di talento. Si sono sposati nel 1981.

## Carriera

### Con gli Altan

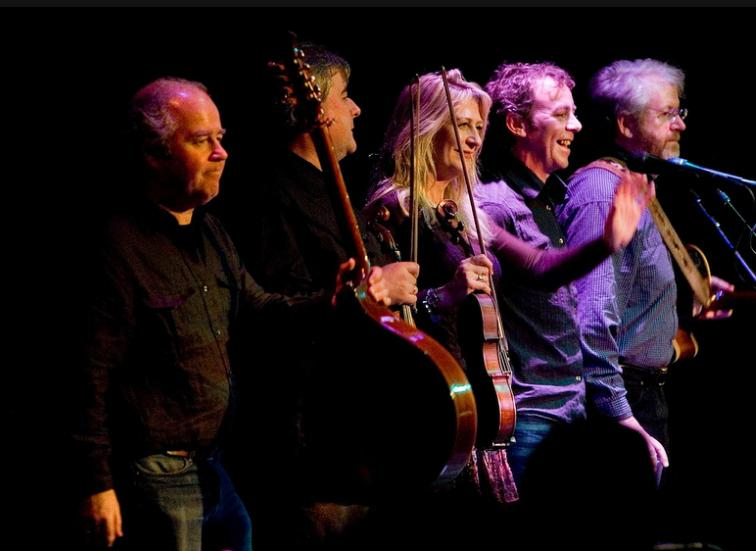
Ní Mhaonaigh in concerto con gli Altan a Minneapolis nel MN Cedar Cultural Center

Abbandonando il lavoro di insegnanti, Ní Mhaonaigh e Kennedy formarono la band Altan nei tardi anni '80. La morte di Kennedy per un tumore nel 1994 mise in discussione il futuro della band, ma lei decise di continuare l'attività su esplicita richiesta di Kennedy.
Così come ha proseguito la sua attività con gli Altan, Ní Mhaonaigh nel corso degli anni ha presentato programmi e trasmissioni di musica tradizionale alla radio e in televisione, compresi il programma radiofonico The Long Note e la serie televisiva The Pure Drop.

### T with the Maggies e String Sisters
Nel 2007 Ní Mhaonaigh, insieme agli amici Moya Brennan, Maighread Ní Dhomhnaill e Triona Ní Dhomhnaill, ha formato il supergruppo T with the Maggies, pubblicando nell'ottobre 2010 l'album di debutto T with the Maggies. È anche membro del supergruppo di violiniste String Sisters.

### Da solista
Il primo album da solista di Ní Mhaonaigh, Imeall, è uscito nel 2009. È stato registrato tra il 2007 e il 2008 e prodotto con Manus Lunny. Il titolo in irlandese significa "bordo", "soglia", e presenta le canzoni folk/tradizionali così come nuove composizioni di Ní Mhaonaigh. Ha partecipato il 28 dicembre 2008 all'album Frankie Kennedy Winter School in un concerto con Lunny e ha anche venduto una piccola quantità di copie. L'album è stato lanciato ufficialmente a Dublino il 12 febbraio 2009. Ha venduto 3000 copie in tutto il mondo attraverso il suo sito web.
Mairéad ha contribuito anche all'incisione di una traccia, Má Théid Tú Chun Aonaigh, dell'album per beneficenza Ceol Cheann Dubhrann, che è uscito nel dicembre 2009 per raccogliere fondi al fine di accrescere due iniziative a Ranafast, nel Gaeltacht.

## Discografia

### Album da solista
- 2009 Imeall

### T with the Maggies
- 2010 (October) T with the Maggies[4]

### Frankie Kennedy & Mairéad Ní Mhaonaigh
- 1983 Ceol Aduaidh
- 1987 Altan

### Altan
- 1989 Horse with a Heart
- 1990 The Red Crow
- 1991 Harvest Storm
- 1993 Island Angel
- 1996 Blackwater
- 1997 Runaway Sunday
- 2000 Another Sky
- 2002 The Blue Idol
- 2005 Local Ground
- 2009 Altan: With the RTÉ Concert Orchestra
- 2010 25th Anniversary Celebration
- 2012 Gleann Nimhe - The Poison Glen
- 2015 The Widening Gyre
- 2018 The Gap of Dreams

### String Sisters
- 2007 Live (CD/DVD)

### Ruoli secondari
- 1991 Albert Fry (Albert Fry)
- 1991 Fiddle Sticks (Artisti vari)
- 1993 The Holy Ground (Mary Black)
- 1994 Lullaby: A Collection (Artisti vari - Ní Mhaonaigh canta The Cradle Song, ingiustamente attribuita a Karan Casey)
- 2001 Little Sparrow (Dolly Parton)
- 2001 Volume 3: Further in Time (Afro Celt Sound System)
- 2008 Tráthnóna Beag Aréir (Albert Fry)
- 2008 The Original Transatlantic Sessions DVD (Artisti vari)